# Mitzi Hoag
Mitzi Hoag (* 25. September 1932 in Cleveland als Margaret Myrtle Hoag; † 26. Februar 2019 in Sherman Oaks, Kalifornien) war eine US-amerikanische Schauspielerin.

## Leben
Mitzi Hoag besuchte das Shimer College in Mount Carroll und war 1952 eine der ersten fünf Personen, die dort einen Bachelor of Arts machten. Danach studierte sie an der Case Western Reserve University. Danach studierte sie Schauspielerei in New York und in Los Angeles. Zunächst war sie als Theaterschauspielerin tätig. Ein Höhepunkt war dabei die Titelrolle in James Forsyths Drama Heloise, ein Stück, das ab September 1958 Off-Broadway für sieben Monate lief.
1963 hatte sie ihr Filmdebüt in Sandra und der Doktor und auch ihr Fernsehdebüt in Rauchende Colts. Während ihre Filmkarriere übersichtlich blieb (The Trip, Die Geliebte des Priesters, Die unglaubliche Geschichte der Mrs. K. oder Jede Nacht zählt), war sie unter anderem in den Serien Bonanza, Hawaii Fünf-Null, Die Partridge Familie, Alias Smith und Jones, Shaft, Unsere kleine Farm, Der unglaubliche Hulk, Die Waltons, Detektiv Rockford – Anruf genügt, T.J. Hooker, Falcon Crest, Ein Engel auf Erden, Jake und McCabe – Durch dick und dünn und Unter der Sonne Kaliforniens zu sehen. Sie hatte auch eine wiederkehrende Rolle in der Serie Here Come the Brides und die weibliche Hauptrolle neben Paul Sorvino in We’ll Get By, das aber nur eine Staffel lang lief. Außerdem stand sie 1979 in allen vier Folgen der Miniserie Blind Ambition vor der Kamera.
Synchronisiert wurde Mitzi Hoag unter anderem von Almut Eggert, Karin David, Renate Pichler, Marianne Lutz, Elisabeth Ried, Renate Grosser und Christel Merian.
Mitzi Hoag war von 1959 bis 1967 (Scheidung) mit dem Rechtsanwalt Stephen A. Wolfson verheiratet. Mit ihm hatte sie eine Tochter, Abbie. Ab 1976 war sie mit Jonathan David Begas verheiratet.
Sie starb am 26. Februar 2019 zuhause in Sherman Oaks.

## Filmografie (Auswahl)

### Filme
- 1963: Sandra und der Doktor (Tammy and the Doctor)
- 1967: The Trip
- 1970: Die Geliebte des Priesters (Pieces of Dreams)
- 1972: Spiel dein Spiel (Play It as It Lays)
- 1979: California Graffiti (Hometown U.S.A.)
- 1980: Warum sollte ich lügen? (Why Would I Lie?)
- 1981: Die unglaubliche Geschichte der Mrs. K. (The Incredible Shrinking Woman)
- 1981: Jede Nacht zählt (All Night Long)
- 1983: … und wenn der letzte Reifen platzt (Heart Like a Wheel)
- 1984: Die zweiten Augen (Second Sight: A Love Story)

### Fernsehserien
- 1963–1967: Rauchende Colts (Gunsmoke, Folgen 8x32 und 13x15)
- 1964: Twelve O’Clock High (Folge 1x05)
- 1966–1972: Bonanza (Folgen 7x22 und 14x08)
- 1967: Lieber Onkel Bill (Family Affair, Folge 2x04)
- 1968–1969: Hawaii Fünf-Null (Hawaii Five-0, Pilot und Folge 1x24)
- 1968–1970: Here Come the Brides (9 Folgen)
- 1970: Die Assistenzärzte (The Interns, Folge 1x12)
- 1970–1974: Die Partridge Familie (The Partridge Family, 4 Folgen)
- 1971: Alias Smith und Jones (Alias Smith and Jones, Folge 1x09)
- 1971: Meine drei Söhne (My Three Sons, Folge 12x12)
- 1972–1973: Owen Marshall – Strafverteidiger (Owen Marshall: Counselor at Law, Folgen 1x19 und 3x05)
- 1973: Twen-Police (The Mod Squad, Folge 5x20)
- 1973–75: California Cops – Neu im Einsatz (The Rookies, 3 Folgen)
- 1974: Shaft (Folge 1x05)
- 1974: Chopper 1 – bitte melden (Chopper One, Folge 1x04)
- 1974: Harry O (Folge 1x09)
- 1975: We’ll Get By (12 Folgen)
- 1975: Barnaby Jones (Folge 4x11)
- 1976: Die knallharten Fünf (S.W.A.T., Folge 2x25)
- 1976: Eine amerikanische Familie (Family, Folgen 2x05 und 2x06)
- 1977: Unsere kleine Farm (Little House on the Prairie, Folge 3x20)
- 1978: Make-up und Pistolen (Police Woman, Folge 4x13)
- 1978: Der unglaubliche Hulk (The Incredible Hulk, Folge 1x10)
- 1978: Die Waltons (The Waltons, Folge 7x02)
- 1978: Love Boat (The Love Boat, Folge 2x10)
- 1979: Detektiv Rockford – Anruf genügt (The Rockford Files, Folge 5x14)
- 1979: Blind Ambition (Miniserie, 4 Folgen)
- 1980: Die Jeffersons (The Jeffersons, Folge 7x08)
- 1982: Vater Murphy (Father Murphy, Folge 2x03)
- 1982: T.J. Hooker (Folge 2x11)
- 1982–1985: The Facts of Life (Folgen 4x06, 5x17 und 6x25)
- 1984: Falcon Crest (Folge 4x11)
- 1985: Ein Engel auf Erden (Highway to Heaven, Folge 2x12)
- 1987: Jake und McCabe – Durch dick und dünn (Jake and the Fatman, Folge 1x04)
- 1989: Unter der Sonne Kaliforniens (Knots Landing, Folgen 11x05 und 11x06)
- 1990: California Clan (Santa Barbara, 5 Folgen)
- 1993: Grace (Grace Under Fire, Folge 1x08)